# 拓跋賀ル
拓跋 賀傉（たくばつ かのく、拼音：Tuòbá Hènù、? - 325年）は、代国の王。父は拓跋猗㐌、母は惟氏。兄に拓跋普根、弟に拓跋紇那がいる。北魏の道武帝より恵皇帝の諡号を追贈された。

## 生涯
321年、拓跋鬱律が惟氏に殺されると、惟氏の子の拓跋賀傉が即位した。拓跋賀傉はまだ自ら政務ができる歳ではなく、代わりに惟氏が政務を執り行った。
惟氏は後趙と修好を深め、後趙では代からの遣使を「女国からの使者」と呼んだ。
324年、拓跋賀傉は親政を始めるが、諸大人はまったく帰服しないので、拓跋賀傉は東木根山に城を建て、そこに移り住んだ。
同年、涼州刺史の張茂が死に、甥の張駿が後を継ぐと、代国に使者を送ってきて朝貢した。
325年、拓跋賀傉は卒去し、代わって弟の拓跋紇那が立った。